# Чемпионат Европы по футболу 2024
Чемпионат Европы по футболу 2024 года (англ. 2024 UEFA European Football Championship или Евро-2024, UEFA Euro 2024 нем. 2024 UEFA-Fußball-Europameisterschaft) — 17-й розыгрыш чемпионата Европы по футболу, футбольного турнира, проводимого каждые четыре года среди национальных сборных, входящих в УЕФА. Финальный этап Евро-2024 прошёл с 14 июня по 14 июля в Германии; решение о месте его проведения было объявлено 27 сентября 2018 года. В групповую стадию финального этапа квалифицировались 24 сборные.
Чемпионом Евро-2024 стала сборная Испании, в заключительном матче победившая сборную Англии со счётом 2:1. Испания выиграла свой четвёртый титул чемпиона Европы и стала лидером среди сборных по числу завоёванных на Евро чемпионств. Англия проиграла свой второй финал Евро подряд.

## Кандидаты
Свою заинтересованность в проведении турнира высказывали скандинавские страны (Дания, Швеция, Норвегия и Финляндия), рассчитывая принять чемпионат Европы в 2024 или 2028 году, однако президент Шведского футбольного союза Карл-Эрик Нильссон отозвал заявку, сказав, что она не сможет соответствовать требованиям турнира такого уровня. О готовности провести Евро-2024 высказывались Нидерланды и Эстония.
Подать заявку можно было до 3 марта 2017 года включительно. Своё желание принять Евро-2024 в итоге изъявили только Турция и Германия. Выборы страны-организатора Евро-2024 прошли 27 сентября 2018 года. В голосовании участвовали 17 членов исполнительного комитета УЕФА из 20. Германия победила благодаря простому большинству (12 голосов), Турция получила 4 голоса, ещё один член исполнительного комитета воздержался.
| Страна | Национальная футбольная ассоциация | Объявлено об участии | Дата отправления заявки |
| --- | ---------------------------------- | -------------------- | ----------------------- |
| Германия | Немецкий футбольный союз           | 1 марта 2017         | 24 апреля 2018          |
| Президент Немецкого футбольного союза Вольфганг Нирсбах первым объявил о намерении Германии подать заявку на проведение турнира. В обмен на предоставление финала Евро-2020 в Англии Германия собирается заручиться поддержкой англичан в борьбе за проведение Евро-2024. Генеральный секретарь Хельмут Зандрок обещал поддержать в ответ заявку Англии на Евро-2028.                                              |                                    |                      |                         |
| |                                    |                      |                         |
| Турция | Турецкая футбольная федерация      | 2 марта 2017         | 26 апреля 2018          |
| Федерация футбола Турции объявила о подаче своей пятой заявки на проведение чемпионата Европы 2024 года: ранее она потерпела неудачу в борьбе за совместное проведение Евро-2008 с Грецией, единоличное проведение Евро-2012 и Евро-2016, а также борьбе Стамбула за матчи Евро-2020. Она отказалась от заявки на Евро-2020 в пользу борьбы за проведение летних Олимпийских игр 2020, но и там потерпела неудачу. |                                    |                      |                         |

## Отборочный турнир
Для проведения отборочного турнира было сформировано 7 групп по 5 стран и 3 группы по 6 стран. В отборочном турнире приняли участие команды из 53 стран.
В финальном турнире играли 24 сборные, из них автоматически квалифицировалась на правах хозяев Германия. Оставшиеся 23 путёвки были разыграны через отборочный турнир: 20 — напрямую, как команды, победившие или занявшие вторые места в своих отборочных группах, ещё 3 — через стыковые матчи. Места в стыковых матчах были предоставлены 12 командам Лиги наций 2022/2023, не получившим путёвку в финальный турнир напрямую.
Жеребьёвка отборочного турнира состоялась 9 октября 2022 года, жеребьёвка финального этапа состоялась 2 декабря 2023 года.
Сборная России из-за вторжения на Украину была отстранена от участия и, таким образом, пропустила турнир впервые с 2000 года.

### Квалифицировались в финальный турнир
| Сборная    | Способ квалификации               | Дата квалификации | Участие | Подряд | В последний раз | Лучший результат                  |       |
| ---------- | --------------------------------- | ----------------- | ------- | ------ | --------------- | --------------------------------- | ----- |
| Германия   | Организатор                       | 27 сентября 2018  | 14      | 14     | 2020            | Чемпион (1972, 1980, 1996)        |       |
| Франция    | 1-е место в группе B              | 13 октября 2023   | 11      | 9      | 2020            | Чемпион (1984, 2000)              |       |
| Бельгия    | 1-е место в группе F              | 13 октября 2023   | 7       | 3      | 2020            | 2-е место (1980)                  |       |
| Португалия | 1-е место в группе J              | 13 октября 2023   | 9       | 8      | 2020            | Чемпион (2016)                    |       |
| Испания    | 1-е место в группе A              | 15 октября 2023   | 12      | 8      | 2020            | Чемпион (1964, 2008, 2012)        |       |
| Шотландия  | 2-е место в группе A              | 15 октября 2023   | 4       | 2      | 2020            | Групповой этап (1992, 1996, 2020) |       |
| Турция     | 1-е место в группе D              | 15 октября 2023   | 6       | 3      | 2020            | 1/2 финала (2008)                 |       |
| Австрия    | 2-е место в группе F              | 16 октября 2023   | 4       | 3      | 2020            | 1/8 финала (2020)                 |       |
| Англия     | 1-е место в группе C              | 17 октября 2023   | 11      | 4      | 2020            | 2-е место (2020)                  |       |
| Венгрия    | 1-е место в группе G              | 16 ноября 2023    | 5       | 3      | 2020            | 3-е место (1964)                  |       |
| Словакия   | 2-е место в группе J              | 16 ноября 2023    | 3       | 3      | 2020            | 1/8 финала (2016)                 |       |
| Албания    | 1-е место в группе Е              | 17 ноября 2023    | 2       | 1      | 2016            | Групповой этап (2016)             |       |
| Дания      | 1-е место в группе H              | 17 ноября 2023    | 10      | 2      | 2020            | Чемпион (1992)                    |       |
| Нидерланды | 2-е место в группе B              | 18 ноября 2023    | 11      | 2      | 2020            | Чемпион (1988)                    |       |
| Швейцария  | 2-е место в группе I              | 18 ноября 2023    | 6       | 3      | 2020            | 1/4 финала (2020)                 |       |
| Румыния    | 1-е место в группе I              | 18 ноября 2023    | 6       | 1      | 2016            | 1/4 финала (2000)                 |       |
| Сербия     | 2-е место в группе G              | 19 ноября 2023    | Дебют   | Дебют  | Дебют           | Дебют                             | Дебют |
| Италия     | 2-е место в группе C              | 20 ноября 2023    | 11      | 8      | 2020            | Чемпион (1968, 2020)              |       |
| Чехия      | 2-е место в группе E              | 20 ноября 2023    | 8       | 8      | 2020            | 2-е место (1996)                  |       |
| Словения   | 2-е место в группе H              | 20 ноября 2023    | 2       | 1      | 2000            | Групповой этап (2000)             |       |
| Хорватия   | 2-е место в группе D              | 21 ноября 2023    | 7       | 6      | 2020            | 1/4 финала (1996, 2008)           |       |
| Грузия     | Победитель стыковых матчей пути C | 26 марта 2024     | Дебют   | Дебют  | Дебют           | Дебют                             | Дебют |
| Украина    | Победитель стыковых матчей пути B | 26 марта 2024     | 4       | 4      | 2020            | 1/4 финала (2020)                 |       |
| Польша     | Победитель стыковых матчей пути А | 26 марта 2024     | 5       | 5      | 2020            | 1/4 финала (2016)                 |       |

1. 1 2 3 4 5  Чемпионат 2020 года был перенесён на 2021 в связи с пандемией COVID-19.

1. ↑  Сборная Чехословакии принимала участие в 3 финальных турнирах. Лучший результат — 1 место на чемпионате Европы 1976 года
2. ↑  Сборная Югославии принимала участие в 5 финальных турнирах. Лучший результат — 2 место на чемпионатах 1960 и 1968 годов
3. ↑  Сборная Чехии является преемником сборной Чехословакии, которая принимала участие в 3 финальных турнирах. Лучший результат — 1 место на чемпионате Европы 1976 года

## Стадионы
| Германия                         | Германия | Германия | Германия |
| Берлин                           | Дортмунд | Дюссельдорф | Франкфурт-на-Майне |
| -------------------------------- | --- | --- | --- |
| Олимпийский стадион              | Сигнал Идуна Парк (BVB-Штадион) | Меркур Шпиль Арена (Дюссельдорф Арена) | Дойче Банк Парк (Франкфурт Арена) |
| Вместимость: 74 475              | Вместимость: 65 851 | Вместимость: 51 500 | Вместимость: 48 000 |
|                                  | | | |
| Гельзенкирхен                    | Берлин Дортмунд Дюссельдорф Франкфурт-на-Майне Гельзенкирхен Гамбург Кёльн Лейпциг Мюнхен ШтутгартЧемпионат Европы по футболу 2024, Германия | Берлин Дортмунд Дюссельдорф Франкфурт-на-Майне Гельзенкирхен Гамбург Кёльн Лейпциг Мюнхен ШтутгартЧемпионат Европы по футболу 2024, Германия | Берлин Дортмунд Дюссельдорф Франкфурт-на-Майне Гельзенкирхен Гамбург Кёльн Лейпциг Мюнхен ШтутгартЧемпионат Европы по футболу 2024, Германия |
| Фельтинс Арена (Арена АуфШальке) | Берлин Дортмунд Дюссельдорф Франкфурт-на-Майне Гельзенкирхен Гамбург Кёльн Лейпциг Мюнхен ШтутгартЧемпионат Европы по футболу 2024, Германия | Берлин Дортмунд Дюссельдорф Франкфурт-на-Майне Гельзенкирхен Гамбург Кёльн Лейпциг Мюнхен ШтутгартЧемпионат Европы по футболу 2024, Германия | Берлин Дортмунд Дюссельдорф Франкфурт-на-Майне Гельзенкирхен Гамбург Кёльн Лейпциг Мюнхен ШтутгартЧемпионат Европы по футболу 2024, Германия |
| Вместимость: 54 740              | Берлин Дортмунд Дюссельдорф Франкфурт-на-Майне Гельзенкирхен Гамбург Кёльн Лейпциг Мюнхен ШтутгартЧемпионат Европы по футболу 2024, Германия | Берлин Дортмунд Дюссельдорф Франкфурт-на-Майне Гельзенкирхен Гамбург Кёльн Лейпциг Мюнхен ШтутгартЧемпионат Европы по футболу 2024, Германия | Берлин Дортмунд Дюссельдорф Франкфурт-на-Майне Гельзенкирхен Гамбург Кёльн Лейпциг Мюнхен ШтутгартЧемпионат Европы по футболу 2024, Германия |
|                                  | Берлин Дортмунд Дюссельдорф Франкфурт-на-Майне Гельзенкирхен Гамбург Кёльн Лейпциг Мюнхен ШтутгартЧемпионат Европы по футболу 2024, Германия | Берлин Дортмунд Дюссельдорф Франкфурт-на-Майне Гельзенкирхен Гамбург Кёльн Лейпциг Мюнхен ШтутгартЧемпионат Европы по футболу 2024, Германия | Берлин Дортмунд Дюссельдорф Франкфурт-на-Майне Гельзенкирхен Гамбург Кёльн Лейпциг Мюнхен ШтутгартЧемпионат Европы по футболу 2024, Германия |
| Гамбург                          | Берлин Дортмунд Дюссельдорф Франкфурт-на-Майне Гельзенкирхен Гамбург Кёльн Лейпциг Мюнхен ШтутгартЧемпионат Европы по футболу 2024, Германия | Берлин Дортмунд Дюссельдорф Франкфурт-на-Майне Гельзенкирхен Гамбург Кёльн Лейпциг Мюнхен ШтутгартЧемпионат Европы по футболу 2024, Германия | Берлин Дортмунд Дюссельдорф Франкфурт-на-Майне Гельзенкирхен Гамбург Кёльн Лейпциг Мюнхен ШтутгартЧемпионат Европы по футболу 2024, Германия |
| Фолькспаркштадион                | Берлин Дортмунд Дюссельдорф Франкфурт-на-Майне Гельзенкирхен Гамбург Кёльн Лейпциг Мюнхен ШтутгартЧемпионат Европы по футболу 2024, Германия | Берлин Дортмунд Дюссельдорф Франкфурт-на-Майне Гельзенкирхен Гамбург Кёльн Лейпциг Мюнхен ШтутгартЧемпионат Европы по футболу 2024, Германия | Берлин Дортмунд Дюссельдорф Франкфурт-на-Майне Гельзенкирхен Гамбург Кёльн Лейпциг Мюнхен ШтутгартЧемпионат Европы по футболу 2024, Германия |
| Вместимость: 51 500              | Берлин Дортмунд Дюссельдорф Франкфурт-на-Майне Гельзенкирхен Гамбург Кёльн Лейпциг Мюнхен ШтутгартЧемпионат Европы по футболу 2024, Германия | Берлин Дортмунд Дюссельдорф Франкфурт-на-Майне Гельзенкирхен Гамбург Кёльн Лейпциг Мюнхен ШтутгартЧемпионат Европы по футболу 2024, Германия | Берлин Дортмунд Дюссельдорф Франкфурт-на-Майне Гельзенкирхен Гамбург Кёльн Лейпциг Мюнхен ШтутгартЧемпионат Европы по футболу 2024, Германия |
|                                  | Берлин Дортмунд Дюссельдорф Франкфурт-на-Майне Гельзенкирхен Гамбург Кёльн Лейпциг Мюнхен ШтутгартЧемпионат Европы по футболу 2024, Германия | Берлин Дортмунд Дюссельдорф Франкфурт-на-Майне Гельзенкирхен Гамбург Кёльн Лейпциг Мюнхен ШтутгартЧемпионат Европы по футболу 2024, Германия | Берлин Дортмунд Дюссельдорф Франкфурт-на-Майне Гельзенкирхен Гамбург Кёльн Лейпциг Мюнхен ШтутгартЧемпионат Европы по футболу 2024, Германия |
| Кёльн                            | Лейпциг | Мюнхен | Штутгарт |
| Рейн Энерги (Кёльн Штадиум)      | Ред Булл Арена (Лейпциг Штадиум) | Альянц Арена (Арена Мюнхен) | МХП-Арена (Штутгарт Арена) |
| Вместимость: 46 195              | Вместимость: 42 259 | Вместимость: 70 000 | Вместимость: 54 812 |
|                                  | | | |

- Жеребьёвка финального турнира прошла 2 декабря 2023 года в 18:00 (CET) в Эльбской филармонии в Гамбурге[24]. Команды были распределены по корзинам в соответствии с общим рейтингом отборочного турнира. Сборная Германии на правах хозяев автоматически посеяна в корзину 1 и расположена на позиции A1[25].
- Корзина 1 — Германия (позиция А1), Португалия, Франция, Испания, Бельгия, Англия (позиции 1 в остальных группах); Корзина 2 — Венгрия, Турция, Румыния, Дания, Албания, Австрия; Корзина 3 — Нидерланды, Шотландия, Хорватия, Словения, Словакия, Чехия; Корзина 4 — Италия, Сербия, Швейцария, 3 победителя стыковых матчей (во время жеребьёвки не определены).

## Судейские бригады
В апреле 2024 года было отобрано 19 судейских бригад для обслуживания 51 матча турнира, в том числе бригада судей из Аргентины, отобранная в рамках соглашения о сотрудничестве между конфедерациями УЕФА и КОНМЕБОЛ.

### Судьи
| Футбольная ассоциация | Судья              | Помощники судьи                              | Матчи |
| --------------------- | ------------------ | -------------------------------------------- | --- |
| Англия                | Майкл Оливер       | Стюарт Берт Дэниел Кук                       | Испания — Хорватия (Группа B) Словакия — Украина (Группа E) Германия — Дания (1/8 финала) Португалия — Франция (Четвертьфинал)   |
| Англия                | Энтони Тейлор      | Гари Бесуик Адам Нанн                        | Нидерланды — Франция (Группа D) Украина — Бельгия (Группа E) Испания — Германия (Четвертьфинал)                                  |
| Аргентина             | Факундо Тельо      | Габриэль Чаде Эсекиэль Брайловски            | Турция — Грузия (Группа F) Шотландия — Венгрия (Группа A)                                                                        |
| Германия              | Даниэль Зиберт     | Ян Зайдель Рафаэль Фольтин                   | Грузия — Чехия (Группа F) Словакия — Румыния (Группа E)                                                                          |
| Германия              | Феликс Цвайер      | Штефан Лупп Марко Ахмюллер                   | Италия — Албания (Группа B) Турция — Португалия (Группа F) Румыния — Нидерланды (1/8 финала) Нидерланды — Англия (Полуфинал)     |
| Испания               | Хесус Хиль Мансано | Диего Барберо Севилья Анхель Невадо Родригес | Австрия — Франция (Группа D) |
| Италия                | Марко Гуида        | Филиппо Мели Джорджо Перетти                 | Португалия — Чехия (Группа F) Франция — Польша (Группа D)                                                                        |
| Италия                | Даниэле Орсато     | Чиро Карбоне Алессандро Джаллатини           | Сербия — Англия (Группа C) Швейцария — Германия (Группа A) Португалия — Словения (1/8 финала) Англия — Швейцария (Четвертьфинал) |
| Нидерланды            | Данни Маккели      | Хессел Стегстра Ян де Врис                   | Германия — Венгрия (Группа A) Хорватия — Италия (Группа B)                                                                       |
| Польша                | Шимон Марциняк     | Томаш Листкевич Адам Купсик                  | Бельгия — Румыния (Группа E) Швейцария — Италия (1/8 финала)                                                                     |
| Португалия            | Артур Суареш Диаш  | Паулу Суареш Педру Рибейру                   | Польша — Нидерланды (Группа D) Дания — Англия (Группа C) Австрия — Турция (1/8 финала)                                           |
| Румыния               | Иштван Ковач       | Василе Маринеску Овидиу Артене               | Словения — Сербия (Группа C) Чехия — Турция (Группа F)                                                                           |
| Словакия              | Иван Кружляк       | Бранислав Ганцко Ян Позор                    | Шотландия — Швейцария (Группа A) Нидерланды — Австрия (Группа D)                                                                 |
| Словения              | Славко Винчич      | Томаж Кланчник Андраж Ковачич                | Венгрия — Швейцария (Группа A) Испания — Италия (Группа B) Испания — Франция (Полуфинал)                                         |
| Турция                | Халил Умут Мелер   | Мустафа Эмре Эйисой Керем Эрсой              | Бельгия — Словакия (Группа E) Польша — Австрия (Группа D) Англия — Словакия (1/8 финала)                                         |
| Франция               | Франсуа Летексье   | Сириль Мюнье Мехди Рахмуни                   | Хорватия — Албания (Группа B) Дания — Сербия (Группа C) Испания — Грузия (1/8 финала) Испания — Англия (Финал)                   |
| Франция               | Клеман Тюрпен      | Николя Дано Бенжамен Пажес                   | Германия — Шотландия (Группа A) Англия — Словения (Группа C) Нидерланды — Турция (Четвертьфинал)                                 |
| Швейцария             | Сандро Шерер       | Стефан де Алмейда Беким Зогай                | Словения — Дания (Группа C) Грузия — Португалия (Группа F)                                                                       |
| Швеция                | Гленн Нюберг       | Махбод Бейги Андреас Сёдерквист              | Румыния — Украина (Группа E) Албания — Испания (Группа B) Франция — Бельгия (1/8 финала)                                         |

### Видеопомощники судей (VAR)
| Футбольная ассоциация | Видеопомощник судьи (VAR)                         |
| --------------------- | ------------------------------------------------- |
| Англия                | Стюарт Аттуэлл Дэвид Кут                          |
| Германия              | Бастиан Данкерт Кристиан Дингерт Марко Фриц       |
| Испания               | Алехандро Эрнандес Эрнандес Хуан Мартинес Мунуэра |
| Италия                | Массимилиано Иррати Паоло Валери                  |
| Нидерланды            | Роб Диперинк Пол ван Букел                        |
| Польша                | Бартош Франковский Томаш Квятковский              |
| Португалия            | Тиагу Мартинш                                     |
| Румыния               | Кэтэлин Попа                                      |
| Словения              | Нейц Кайтазович                                   |
| Турция                | Альпер Улусой                                     |
| Франция               | Жером Бризар Вилли Делажо                         |
| Швейцария             | Федайи Сан                                        |

### Резервные судьи
| Футбольная ассоциация | Судья           |
| --------------------- | --------------- |
| Босния и Герцеговина  | Ирфан Пельто    |
| Литва                 | Донатас Румшас  |
| Нидерланды            | Сердар Гёзюбююк |
| Норвегия              | Эспен Эскос     |
| Словения              | Раде Обренович  |
| Украина               | Николай Балакин |

## Составы команд
Окончательные заявки сборных содержали до 26 игроков, 3 из которых — вратари.

## Групповой этап
10 мая 2022 года УЕФА опубликовал календарь турнира с временем начала матча открытия, полуфиналов и финала.
Команды, занявшие первые и вторые места, а также 4 лучших из занявших третьи места, вышли в 1/8 финала.

### Критерии классификации команд
В случае равенства очков двух или более команд после завершения всех матчей группового этапа применялись следующие критерии классификации:
1. наибольшее количество очков, набранных в очных встречах между командами;
2. наибольшая разница забитых и пропущенных мячей в очных встречах между командами;
3. наибольшее количество забитых мячей в очных встречах между командами;
4. если после применения критериев 1—3 команды всё ещё равны по всем вышеуказанным показателям (включая ситуацию, когда после применения показателей 1—3 для трёх команд с равным количеством очков одна из команд отличается от двух других по вышеуказанным показателям, а две другие равны по ним), критерии 1—3 вновь применяются в отношении матчей между оставшимися командами. Если это не определяет позиции команд, применяются критерии с 5-го по 10-й;
5. наибольшая разница забитых и пропущенных мячей во всех групповых матчах;
6. наибольшее количество забитых мячей во всех групповых матчах;
7. наибольшее количество побед во всех групповых матчах;
8. наименьшее количество дисциплинарных очков фейр-плей (1 очко за жёлтую карточку, 3 очка за красную карточку, 3 очка за удаление за две жёлтые карточки);
9. позиция команды в общем рейтинге отборочного турнира;
10. если в последнем раунде группового этапа две команды, имеющие равное количество очков и равное количество забитых и пропущенных мячей, играют друг с другом, и матч завершается вничью, их позиция определяется в серии послематчевых пенальти (критерий не применяется, если равные показатели у более чем двух команд).

### Критерии классификации лучших команд, занявших третье место
Четыре лучшие команды, занявшие третьи места в своих группах, но получающие право выхода в плей-офф, определялись по следующим критериям:
1. наибольшее количество очков, набранных в матчах группового этапа;
2. наибольшая разница забитых и пропущенных мячей в матчах группового этапа;
3. наибольшее количество забитых мячей в матчах группового этапа;
4. количество побед в матчах группового этапа;
5. наименьшее количество дисциплинарных очков фейр-плей (1 очко за жёлтую карточку, 3 очка за красную карточку, 3 очка за удаление за две жёлтые карточки);
6. позиция команды в общем рейтинге отборочного турнира.

### Группа A
| Поз | Команда      | И | В | Н | П | МЗ | МП | РМ | О | Квалификация     |
| --- | ------------ | - | - | - | - | -- | -- | -- | - | ---------------- |
| 1   | Германия (Х) | 3 | 2 | 1 | 0 | 8  | 2  | +6 | 7 | Выход в плей-офф |
| 2   | Швейцария    | 3 | 1 | 2 | 0 | 5  | 3  | +2 | 5 | Выход в плей-офф |
| 3   | Венгрия      | 3 | 1 | 0 | 2 | 2  | 5  | −3 | 3 |                  |
| 4   | Шотландия    | 3 | 0 | 1 | 2 | 2  | 7  | −5 | 1 |                  |

| Германия                                                                    | 5:1     | Шотландия          |
| --------------------------------------------------------------------------- | ------- | ------------------ |
| - Вирц 10′ - Мусиала 19′ - Хаверц 45+1′ (пен.) - Фюллькруг 68′ - Джан 90+3′ | (отчёт) | Рюдигер 87′ (авт.) |

| Венгрия   | 1:3     | Швейцария                             |
| --------- | ------- | ------------------------------------- |
| Варга 66′ | (отчёт) | - Дуа 12′ - Эбишер 45′ - Эмболо 90+3′ |

| Германия                     | 2:0     | Венгрия |
| ---------------------------- | ------- | ------- |
| - Мусиала 19′ - Гюндоган 67′ | (отчёт) |         |

| Шотландия      | 1:1     | Швейцария  |
| -------------- | ------- | ---------- |
| Мактоминей 13′ | (отчёт) | Шакири 26′ |

| Швейцария | 1:1     | Германия        |
| --------- | ------- | --------------- |
| Ндойе 28′ | (отчёт) | Фюллькруг 90+2′ |

| Шотландия | 0:1     | Венгрия      |
| --------- | ------- | ------------ |
|           | (отчёт) | Чобот 90+10′ |

### Группа B
| Поз | Команда  | И | В | Н | П | МЗ | МП | РМ | О | Квалификация     |
| --- | -------- | - | - | - | - | -- | -- | -- | - | ---------------- |
| 1   | Испания  | 3 | 3 | 0 | 0 | 5  | 0  | +5 | 9 | Выход в плей-офф |
| 2   | Италия   | 3 | 1 | 1 | 1 | 3  | 3  | 0  | 4 | Выход в плей-офф |
| 3   | Хорватия | 3 | 0 | 2 | 1 | 3  | 6  | −3 | 2 |                  |
| 4   | Албания  | 3 | 0 | 1 | 2 | 3  | 5  | −2 | 1 |                  |

| Испания                                   | 3:0     | Хорватия |
| ----------------------------------------- | ------- | -------- |
| - Мората 29′ - Руис 32′ - Карвахаль 45+2′ | (отчёт) |          |

| Италия                      | 2:1     | Албания    |
| --------------------------- | ------- | ---------- |
| - Бастони 11′ - Барелла 16′ | (отчёт) | Байрами 1′ |

| Хорватия                           | 2:2     | Албания                   |
| ---------------------------------- | ------- | ------------------------- |
| - Крамарич 74′ - Гясуля 76′ (авт.) | (отчёт) | - Лачи 11′ - Гясуля 90+5′ |

| Испания              | 1:0     | Италия |
| -------------------- | ------- | ------ |
| Калафьори 55′ (авт.) | (отчёт) |        |

| Албания | 0:1     | Испания    |
| ------- | ------- | ---------- |
|         | (отчёт) | Торрес 13′ |

| Хорватия   | 1:1     | Италия          |
| ---------- | ------- | --------------- |
| Модрич 55′ | (отчёт) | Дзакканьи 90+8′ |

### Группа C
| Поз | Команда  | И | В | Н | П | МЗ | МП | РМ | О | Квалификация     |
| --- | -------- | - | - | - | - | -- | -- | -- | - | ---------------- |
| 1   | Англия   | 3 | 1 | 2 | 0 | 2  | 1  | +1 | 5 | Выход в плей-офф |
| 2   | Дания    | 3 | 0 | 3 | 0 | 2  | 2  | 0  | 3 | Выход в плей-офф |
| 3   | Словения | 3 | 0 | 3 | 0 | 2  | 2  | 0  | 3 | Выход в плей-офф |
| 4   | Сербия   | 3 | 0 | 2 | 1 | 1  | 2  | −1 | 2 |                  |

1. 1 2  Очки фейр-плей: Дания −6, Словения −7.

| Словения | 1:1     | Дания       |
| -------- | ------- | ----------- |
| Янжа 77′ | (отчёт) | Эриксен 17′ |

| Сербия | 0:1     | Англия        |
| ------ | ------- | ------------- |
|        | (отчёт) | Беллингем 13′ |

| Словения      | 1:1     | Сербия      |
| ------------- | ------- | ----------- |
| Карничник 69′ | (отчёт) | Йович 90+5′ |

| Дания       | 1:1     | Англия   |
| ----------- | ------- | -------- |
| Юльманн 34′ | (отчёт) | Кейн 18′ |

| Англия | 0:0     | Словения |
| ------ | ------- | -------- |
|        | (отчёт) |          |

| Дания | 0:0     | Сербия |
| ----- | ------- | ------ |
|       | (отчёт) |        |

### Группа D
| Поз | Команда    | И | В | Н | П | МЗ | МП | РМ | О | Квалификация     |
| --- | ---------- | - | - | - | - | -- | -- | -- | - | ---------------- |
| 1   | Австрия    | 3 | 2 | 0 | 1 | 6  | 4  | +2 | 6 | Выход в плей-офф |
| 2   | Франция    | 3 | 1 | 2 | 0 | 2  | 1  | +1 | 5 | Выход в плей-офф |
| 3   | Нидерланды | 3 | 1 | 1 | 1 | 4  | 4  | 0  | 4 | Выход в плей-офф |
| 4   | Польша     | 3 | 0 | 1 | 2 | 3  | 6  | −3 | 1 |                  |

| Польша    | 1:2     | Нидерланды                 |
| --------- | ------- | -------------------------- |
| Букса 16′ | (отчёт) | - Гакпо 29′ - Вегхорст 83′ |

| Австрия | 0:1     | Франция          |
| ------- | ------- | ---------------- |
|         | (отчёт) | Вёбер 38′ (авт.) |

| Польша     | 1:3     | Австрия                                                |
| ---------- | ------- | ------------------------------------------------------ |
| Пёнтек 30′ | (отчёт) | - Траунер 9′ - Баумгартнер 66′ - Арнаутович 78′ (пен.) |

| Нидерланды | 0:0     | Франция |
| ---------- | ------- | ------- |
|            | (отчёт) |         |

| Нидерланды              | 2:3     | Австрия                                     |
| ----------------------- | ------- | ------------------------------------------- |
| - Гакпо 47′ - Депай 75′ | (отчёт) | - Мален 6′ (авт.) - Шмид 59′ - Забитцер 80′ |

| Франция           | 1:1     | Польша                  |
| ----------------- | ------- | ----------------------- |
| Мбаппе 56′ (пен.) | (отчёт) | Левандовский 79′ (пен.) |

### Группа E
| Поз | Команда  | И | В | Н | П | МЗ | МП | РМ | О | Квалификация     |
| --- | -------- | - | - | - | - | -- | -- | -- | - | ---------------- |
| 1   | Румыния  | 3 | 1 | 1 | 1 | 4  | 3  | +1 | 4 | Выход в плей-офф |
| 2   | Бельгия  | 3 | 1 | 1 | 1 | 2  | 1  | +1 | 4 | Выход в плей-офф |
| 3   | Словакия | 3 | 1 | 1 | 1 | 3  | 3  | 0  | 4 | Выход в плей-офф |
| 4   | Украина  | 3 | 1 | 1 | 1 | 2  | 4  | −2 | 4 |                  |

| Румыния                                  | 3:0     | Украина |
| ---------------------------------------- | ------- | ------- |
| - Станчу 29′ - Р. Марин 53′ - Дрэгуш 57′ | (отчёт) |         |

| Бельгия | 0:1     | Словакия |
| ------- | ------- | -------- |
|         | (отчёт) | Шранц 7′ |

| Словакия  | 1:2     | Украина                       |
| --------- | ------- | ----------------------------- |
| Шранц 17′ | (отчёт) | - Шапаренко 54′ - Яремчук 80′ |

| Бельгия                       | 2:0     | Румыния |
| ----------------------------- | ------- | ------- |
| - Тилеманс 2′ - Де Брёйне 80′ | (отчёт) |         |

| Словакия | 1:1     | Румыния             |
| -------- | ------- | ------------------- |
| Дуда 24′ | (отчёт) | Р. Марин 37′ (пен.) |

| Украина | 0:0     | Бельгия |
| ------- | ------- | ------- |
|         | (отчёт) |         |

### Группа F
| Поз | Команда    | И | В | Н | П | МЗ | МП | РМ | О | Квалификация     |
| --- | ---------- | - | - | - | - | -- | -- | -- | - | ---------------- |
| 1   | Португалия | 3 | 2 | 0 | 1 | 5  | 3  | +2 | 6 | Выход в плей-офф |
| 2   | Турция     | 3 | 2 | 0 | 1 | 5  | 5  | 0  | 6 | Выход в плей-офф |
| 3   | Грузия     | 3 | 1 | 1 | 1 | 4  | 4  | 0  | 4 | Выход в плей-офф |
| 4   | Чехия      | 3 | 0 | 1 | 2 | 3  | 5  | −2 | 1 |                  |

| Турция                                      | 3:1     | Грузия         |
| ------------------------------------------- | ------- | -------------- |
| - Мюлдюр 25′ - Гюлер 65′ - Актюркоглу 90+7′ | (отчёт) | Микаутадзе 32′ |

| Португалия                            | 2:1     | Чехия      |
| ------------------------------------- | ------- | ---------- |
| - Гранач 69′ (авт.) - Консейсан 90+2′ | (отчёт) | Провод 62′ |

| Грузия                  | 1:1     | Чехия   |
| ----------------------- | ------- | ------- |
| Микаутадзе 45+4′ (пен.) | (отчёт) | Шик 59′ |

| Турция | 0:3     | Португалия                                          |
| ------ | ------- | --------------------------------------------------- |
|        | (отчёт) | - Б. Силва 21′ - Акайдин 28′ (авт.) - Фернандеш 56′ |

| Грузия                                   | 2:0     | Португалия |
| ---------------------------------------- | ------- | ---------- |
| - Кварацхелия 2′ - Микаутадзе 57′ (пен.) | (отчёт) |            |

| Чехия      | 1:2     | Турция                         |
| ---------- | ------- | ------------------------------ |
| Соучек 66′ | (отчёт) | - Чалханоглу 51′ - Тосун 90+4′ |

### Рейтинг команд, занявших третье место
| Поз | Гр. | Команда    | И | В | Н | П | МЗ | МП | РМ | О | Квалификация     |
| --- | --- | ---------- | - | - | - | - | -- | -- | -- | - | ---------------- |
| 1   | D   | Нидерланды | 3 | 1 | 1 | 1 | 4  | 4  | 0  | 4 | Выход в плей-офф |
| 2   | F   | Грузия     | 3 | 1 | 1 | 1 | 4  | 4  | 0  | 4 | Выход в плей-офф |
| 3   | E   | Словакия   | 3 | 1 | 1 | 1 | 3  | 3  | 0  | 4 | Выход в плей-офф |
| 4   | C   | Словения   | 3 | 0 | 3 | 0 | 2  | 2  | 0  | 3 | Выход в плей-офф |
| 5   | A   | Венгрия    | 3 | 1 | 0 | 2 | 2  | 5  | −3 | 3 |                  |
| 6   | B   | Хорватия   | 3 | 0 | 2 | 1 | 3  | 6  | −3 | 2 |                  |

1. 1 2  Очки фейр-плей: Нидерланды −2, Грузия −6.

## Плей-офф
Этап плей-офф начался по завершении группового этапа. Он проводился по олимпийской системе с выбыванием из турнира проигравших команд. Если матч на этом этапе завершался вничью после 90 минут основного времени, назначалось дополнительное время (два тайма по 15 минут каждый). Если и после завершения дополнительного времени счёт равный, то победитель матча определялся в серии послематчевых пенальти.
Матча за третье место не было: подобные матчи в последний раз проводились в 1980 году.

Возможные комбинации матчей 1/8 финала с участием команд, занявших в групповом этапе третье место, зависели от конкретных групп, из которых квалифицируются четыре лучшие команды, занявшие третье место.
|  | Итоговая комбинация |

| Команды, занявшие 3-е место и вышедшие в 1/8 финала | Команды, занявшие 3-е место и вышедшие в 1/8 финала | Команды, занявшие 3-е место и вышедшие в 1/8 финала | Команды, занявшие 3-е место и вышедшие в 1/8 финала | Команды, занявшие 3-е место и вышедшие в 1/8 финала | Команды, занявшие 3-е место и вышедшие в 1/8 финала |    | 1B против | 1C против | 1E против | 1F против |
| --------------------------------------------------- | --------------------------------------------------- | --------------------------------------------------- | --------------------------------------------------- | --------------------------------------------------- | --------------------------------------------------- | -- | --------- | --------- | --------- | --------- |
| A                                                   | B                                                   | C                                                   | D                                                   |                                                     |                                                     | 3A | 3D        | 3B        | 3C        |           |
| A                                                   | B                                                   | C                                                   |                                                     | E                                                   |                                                     | 3A | 3E        | 3B        | 3C        |           |
| A                                                   | B                                                   | C                                                   |                                                     |                                                     | F                                                   | 3A | 3F        | 3B        | 3C        |           |
| A                                                   | B                                                   |                                                     | D                                                   | E                                                   |                                                     | 3D | 3E        | 3A        | 3B        |           |
| A                                                   | B                                                   |                                                     | D                                                   |                                                     | F                                                   | 3D | 3F        | 3A        | 3B        |           |
| A                                                   | B                                                   |                                                     |                                                     | E                                                   | F                                                   | 3E | 3F        | 3B        | 3A        |           |
| A                                                   |                                                     | C                                                   | D                                                   | E                                                   |                                                     | 3E | 3D        | 3C        | 3A        |           |
| A                                                   |                                                     | C                                                   | D                                                   |                                                     | F                                                   | 3F | 3D        | 3C        | 3A        |           |
| A                                                   |                                                     | C                                                   |                                                     | E                                                   | F                                                   | 3E | 3F        | 3C        | 3A        |           |
| A                                                   |                                                     |                                                     | D                                                   | E                                                   | F                                                   | 3E | 3F        | 3D        | 3A        |           |
|                                                     | B                                                   | C                                                   | D                                                   | E                                                   |                                                     | 3E | 3D        | 3B        | 3C        |           |
|                                                     | B                                                   | C                                                   | D                                                   |                                                     | F                                                   | 3F | 3D        | 3C        | 3B        |           |
|                                                     | B                                                   | C                                                   |                                                     | E                                                   | F                                                   | 3F | 3E        | 3C        | 3B        |           |
|                                                     | B                                                   |                                                     | D                                                   | E                                                   | F                                                   | 3F | 3E        | 3D        | 3B        |           |
|                                                     |                                                     | C                                                   | D                                                   | E                                                   | F                                                   | 3F | 3E        | 3D        | 3C        |           |

Указано центральноевропейское летнее время начала матчей (UTC+2).

### Сетка
|  | 1/8 финала                  | 1/8 финала           |                    |       | Четвертьфиналы | Четвертьфиналы |  |  | Полуфиналы | Полуфиналы |  |  | Финал | Финал |
|  |                             |                      |                    |       |                |                |  |  |            |            |  |  |       |       |
|  | 30 июня — Кёльн             |                      |                    |       |                |                |  |  |            |            |  |  |       |       |
|  |                             |                      |                    |       |                |                |  |  |            |            |  |  |       |       |
|  | B1 Испания                  | 4                    |                    |       |                |                |  |  |            |            |  |  |       |       |
|  | B1 Испания                  | 4                    | 5 июля — Штутгарт  |       |                |                |  |  |            |            |  |  |       |       |
|  | F3 Грузия                   | 1                    |                    |       |                |                |  |  |            |            |  |  |       |       |
|  | F3 Грузия                   | 1                    | Испания (доп. вр.) | 2     |                |                |  |  |            |            |  |  |       |       |
|  | 29 июня — Дортмунд          |                      | Испания (доп. вр.) | 2     |                |                |  |  |            |            |  |  |       |       |
|  |                             | Германия             | 1                  |       |                |                |  |  |            |            |  |  |       |       |
|  | A1 Германия                 | Германия             | 1                  | 2     |                |                |  |  |            |            |  |  |       |       |
|  | A1 Германия                 |                      | 9 июля — Мюнхен    | 2     |                |                |  |  |            |            |  |  |       |       |
|  | C2 Дания                    | 0                    |                    |       |                |                |  |  |            |            |  |  |       |       |
|  | C2 Дания                    | 0                    | Испания            | 2     |                |                |  |  |            |            |  |  |       |       |
|  | 1 июля — Франкфурт-на-Майне |                      | Испания            | 2     |                |                |  |  |            |            |  |  |       |       |
|  |                             | Франция              | 1                  |       |                |                |  |  |            |            |  |  |       |       |
|  | F1 Португалия (пен.)        | Франция              | 1                  | 0 (3) |                |                |  |  |            |            |  |  |       |       |
|  | F1 Португалия (пен.)        | 5 июля — Гамбург     |                    | 0 (3) |                |                |  |  |            |            |  |  |       |       |
|  | C3 Словения                 | 0 (0)                |                    |       |                |                |  |  |            |            |  |  |       |       |
|  | C3 Словения                 | 0 (0)                | Португалия         | 0 (3) |                |                |  |  |            |            |  |  |       |       |
|  | 1 июля — Дюссельдорф        |                      | Португалия         | 0 (3) |                |                |  |  |            |            |  |  |       |       |
|  |                             | Франция (пен.)       | 0 (5)              |       |                |                |  |  |            |            |  |  |       |       |
|  | D2 Франция                  | Франция (пен.)       | 0 (5)              | 1     |                |                |  |  |            |            |  |  |       |       |
|  | D2 Франция                  |                      | 14 июля — Берлин   | 1     |                |                |  |  |            |            |  |  |       |       |
|  | E2 Бельгия                  | 0                    |                    |       |                |                |  |  |            |            |  |  |       |       |
|  | E2 Бельгия                  | 0                    | Испания            | 2     |                |                |  |  |            |            |  |  |       |       |
|  | 2 июля — Мюнхен             |                      | Испания            | 2     |                |                |  |  |            |            |  |  |       |       |
|  |                             | Англия               | 1                  |       |                |                |  |  |            |            |  |  |       |       |
|  | E1 Румыния                  | Англия               | 1                  | 0     |                |                |  |  |            |            |  |  |       |       |
|  | E1 Румыния                  | 6 июля — Берлин      |                    | 0     |                |                |  |  |            |            |  |  |       |       |
|  | D3 Нидерланды               | 3                    |                    |       |                |                |  |  |            |            |  |  |       |       |
|  | D3 Нидерланды               | 3                    | Нидерланды         | 2     |                |                |  |  |            |            |  |  |       |       |
|  | 2 июля — Лейпциг            |                      | Нидерланды         | 2     |                |                |  |  |            |            |  |  |       |       |
|  |                             | Турция               | 1                  |       |                |                |  |  |            |            |  |  |       |       |
|  | D1 Австрия                  | Турция               | 1                  | 1     |                |                |  |  |            |            |  |  |       |       |
|  | D1 Австрия                  |                      | 10 июля — Дортмунд | 1     |                |                |  |  |            |            |  |  |       |       |
|  | F2 Турция                   | 2                    |                    |       |                |                |  |  |            |            |  |  |       |       |
|  | F2 Турция                   | 2                    | Нидерланды         | 1     |                |                |  |  |            |            |  |  |       |       |
|  | 30 июня — Гельзенкирхен     |                      | Нидерланды         | 1     |                |                |  |  |            |            |  |  |       |       |
|  |                             | Англия               | 2                  |       |                |                |  |  |            |            |  |  |       |       |
|  | C1 Англия (доп. вр.)        | Англия               | 2                  | 2     |                |                |  |  |            |            |  |  |       |       |
|  | C1 Англия (доп. вр.)        | 6 июля — Дюссельдорф |                    | 2     |                |                |  |  |            |            |  |  |       |       |
|  | E3 Словакия                 | 1                    |                    |       |                |                |  |  |            |            |  |  |       |       |
|  | E3 Словакия                 | 1                    | Англия (пен.)      | 1 (5) |                |                |  |  |            |            |  |  |       |       |
|  | 29 июня — Берлин            |                      | Англия (пен.)      | 1 (5) |                |                |  |  |            |            |  |  |       |       |
|  |                             | Швейцария            | 1 (3)              |       |                |                |  |  |            |            |  |  |       |       |
|  | A2 Швейцария                | Швейцария            | 1 (3)              | 2     |                |                |  |  |            |            |  |  |       |       |
|  | A2 Швейцария                |                      |                    | 2     |                |                |  |  |            |            |  |  |       |       |
|  | B2 Италия                   | 0                    |                    |       |                |                |  |  |            |            |  |  |       |       |
|  | B2 Италия                   | 0                    |                    |       |                |                |  |  |            |            |  |  |       |       |

### 1/8 финала
| Швейцария                  | 2:0     | Италия |
| -------------------------- | ------- | ------ |
| - Фройлер 37′ - Варгас 46′ | (отчёт) |        |

| Германия                          | 2:0     | Дания |
| --------------------------------- | ------- | ----- |
| - Хаверц 53′ (пен.) - Мусиала 68′ | (отчёт) |       |

| Англия                       | 2:1 (доп. вр.) | Словакия  |
| ---------------------------- | -------------- | --------- |
| - Беллингем 90+5′ - Кейн 91′ | (отчёт)        | Шранц 25′ |

| Испания                                          | 4:1     | Грузия               |
| ------------------------------------------------ | ------- | -------------------- |
| - Родри 39′ - Руис 51′ - Уильямс 75′ - Ольмо 83′ | (отчёт) | Ле Норман 18′ (авт.) |

| Франция              | 1:0     | Бельгия |
| -------------------- | ------- | ------- |
| Вертонген 85′ (авт.) | (отчёт) |         |

| Португалия                       | 0:0 (доп. вр.) | Словения                     |
| -------------------------------- | -------------- | ---------------------------- |
|                                  | (отчёт)        |                              |
| Пенальти                         |                |                              |
| - Роналду - Фернандеш - Б. Силва | 3:0            | - Иличич - Балковец - Вербич |

| Румыния | 0:3     | Нидерланды                    |
| ------- | ------- | ----------------------------- |
|         | (отчёт) | - Гакпо 20′ - Мален 83′ 90+3′ |

| Австрия      | 1:2     | Турция         |
| ------------ | ------- | -------------- |
| Грегорич 66′ | (отчёт) | Демирал 1′ 59′ |

### Четвертьфиналы
| Испания                   | 2:1 (доп. вр.) | Германия |
| ------------------------- | -------------- | -------- |
| - Ольмо 51′ - Мерино 119′ | (отчёт)        | Вирц 89′ |

| Португалия                             | 0:0 (доп. вр.) | Франция                                         |
| -------------------------------------- | -------------- | ----------------------------------------------- |
|                                        | (отчёт)        |                                                 |
| Пенальти                               |                |                                                 |
| - Роналду - Б. Силва - Феликс - Мендеш | 3:5            | - Дембеле - Фофана - Кунде - Баркола - Эрнандес |

| Англия                                                   | 1:1 (доп. вр.) | Швейцария                         |
| -------------------------------------------------------- | -------------- | --------------------------------- |
| Сака 80′                                                 | (отчёт)        | Эмболо 75′                        |
| Пенальти                                                 |                |                                   |
| - Палмер - Беллингем - Сака - Тоуни - Александер-Арнольд | 5:3            | - Аканджи - Шер - Шакири - Амдуни |

| Нидерланды                        | 2:1     | Турция      |
| --------------------------------- | ------- | ----------- |
| - Де Врей 70′ - Мюлдюр 76′ (авт.) | (отчёт) | Акайдин 35′ |

### Полуфиналы
| Испания                 | 2:1     | Франция       |
| ----------------------- | ------- | ------------- |
| - Ямаль 21′ - Ольмо 25′ | (отчёт) | Коло Муани 9′ |

| Нидерланды | 1:2     | Англия                            |
| ---------- | ------- | --------------------------------- |
| Симонс 7′  | (отчёт) | - Кейн 18′ (пен.) - Уоткинс 90+1′ |

### Финал
| Испания                       | 2:1     | Англия     |
| ----------------------------- | ------- | ---------- |
| - Уильямс 47′ - Оярсабаль 86′ | (отчёт) | Палмер 73′ |

### Чемпион
| Чемпион Европы по футболу 2024 |
| Испания Четвёртый титул        |

## Статистика

### Бомбардиры
Примечание: В скобках указано, сколько голов из общего числа забито с пенальти.
3 гола
- Гарри Кейн (1)
- Джамал Мусиала
- Жорж Микаутадзе (2)
- Дани Ольмо
- Коди Гакпо
- Иван Шранц

2 гола
- Джуд Беллингем
- Флориан Вирц
- Никлас Фюллькруг
- Кай Хаверц (2)
- Фабиан Руис
- Нико Уильямс
- Дониелл Мален
- Рэзван Марин (1)
- Мерих Демирал
- Брель Эмболо

1 гол
- Марко Арнаутович (1)
- Кристоф Баумгартнер
- Михаэль Грегорич
- Марсель Забитцер
- Гернот Траунер
- Романо Шмид
- Недим Байрами
- Клаус Гясуля
- Казим Лачи
- Букайо Сака
- Олли Уоткинс
- Коул Палмер
- Кевин Де Брёйне
- Юри Тилеманс
- Барнабаш Варга
- Кевин Чобот
- Илкай Гюндоган
- Эмре Джан
- Хвича Кварацхелия
- Кристиан Эриксен
- Мортен Юльманн
- Дани Карвахаль
- Ламин Ямаль
- Микель Мерино
- Альваро Мората
- Родри
- Ферран Торрес
- Микель Оярсабаль
- Николо Барелла
- Алессандро Бастони
- Маттиа Дзакканьи
- Ваут Вегхорст
- Стефан де Врей
- Мемфис Депай
- Хави Симонс
- Адам Букса
- Роберт Левандовский (1)
- Кшиштоф Пёнтек
- Франсишку Консейсан
- Бернарду Силва
- Бруну Фернандеш
- Денис Дрэгуш
- Николае Станчу
- Лука Йович
- Ондрей Дуда
- Жан Карничник
- Эрик Янжа
- Самет Акайдин
- Керем Актюркоглу
- Арда Гюлер
- Мерт Мюлдюр
- Дженк Тосун
- Хакан Чалханоглу
- Николай Шапаренко
- Роман Яремчук
- Рандаль Коло Муани
- Килиан Мбаппе (1)
- Андрей Крамарич
- Лука Модрич
- Лукаш Провод
- Томаш Соучек
- Патрик Шик
- Рубен Варгас
- Квадво Дуа
- Дан Ндойе
- Ремо Фройлер
- Джердан Шакири
- Мишель Эбишер
- Скотт Мактоминей

Автоголы
- Максимилиан Вёбер (в матче против  Франции)
- Клаус Гясуля (в матче против  Хорватии)
- Ян Вертонген (в матче против  Франции)
- Антонио Рюдигер (в матче против  Шотландии)
- Робен Ле Норман (в матче против  Грузии)
- Риккардо Калафьори (в матче против  Испании)
- Дониелл Мален (в матче против  Австрии)
- Самет Акайдин (в матче против  Португалии)
- Мерт Мюлдюр (в матче против  Нидерландов)
- Робин Гранач (в матче против  Португалии)

### Вратари
Примечание: В скобках указано количество сыгранных матчей.
| Количество пропущенных мячей | Количество пропущенных мячей | Количество пропущенных мячей | Количество пропущенных мячей | Количество пропущенных мячей | Количество пропущенных мячей | Количество пропущенных мячей | Количество пропущенных мячей | Количество пропущенных мячей |
| 0                            | 1                            | 2                            | 3                            | 4                            | 5                            | 6                            | 7                            | 8                            |
| ---------------------------- | ---------------------------- | ---------------------------- | ---------------------------- | ---------------------------- | ---------------------------- | ---------------------------- | ---------------------------- | ---------------------------- |
| Давид Райя (1)               | Лукаш Скорупский (1)         | Предраг Райкович (3)         | Диогу Кошта (5)              | Каспер Шмейхель (4)          | Томас Стракоша (3)           | Доминик Ливакович (3)        | Ангус Ганн (3)               | Георгий Мамардашвили (4)     |
|                              | Анатолий Трубин (2)          | Ян Облак (4)                 | Алтай Байындыр (1)           | Йиндржих Станек (3)          | Петер Гулачи (3)             | Флорин Ницэ (4)              | Барт Вербрюгген (6)          |                              |
|                              | Матей Коварж (1)             | Кун Кастелс (4)              | Андрей Лунин (1)             | Мануэль Нойер (5)            | Джанлуиджи Доннарумма (4)    | Патрик Пенц (4)              |                              |                              |
|                              |                              |                              | Майк Меньян (6)              | Янн Зоммер (5)               | Войцех Щенсный (2)           | Джордан Пикфорд (7)          |                              |                              |
|                              |                              |                              |                              | Унаи Симон (6)               | Мартин Дубравка (4)          |                              |                              |                              |
|                              |                              |                              |                              |                              | Мерт Гюнок (4)               |                              |                              |                              |

### Дисквалификации
| Футболист                | Команда    | Нарушения                                                     | Пропущенные матчи                                     |
| ------------------------ | ---------- | ------------------------------------------------------------- | ----------------------------------------------------- |
| Георгий Лория            | Грузия     | в квалификации против Греции                                  | в группе F против Турции                              |
| Райан Портеус            | Шотландия  | в группе A против Германии                                    | в группе A против Швейцарии в группе A против Венгрии |
| Родри                    | Испания    | в группе B против Хорватии · в группе B против Италии         | в группе B против Албании                             |
| Рафаэл Леан              | Португалия | в группе F против Чехии · в группе F против Турции            | в группе F против Грузии                              |
| Абдюлькерим Бардакджи    | Турция     | в группе F против Грузии · в группе F против Португалии       | в группе F против Чехии                               |
| Доди Лукебакио           | Бельгия    | в группе E против Словакии · в группе E против Румынии        | в группе E против Украины                             |
| Джонатан Та              | Германия   | в группе A против Шотландии · в группе A против Швейцарии     | в 1/8 финала против Дании                             |
| Сильван Видмер           | Швейцария  | в группе A против Венгрии · в группе A против Германии        | в 1/8 финала против Италии                            |
| Скотт Мактоминей         | Шотландия  | в группе A против Швейцарии · в группе A против Венгрии       |                                                       |
| Риккардо Калафьори       | Италия     | в группе B против Албании · в группе B против Хорватии        | в 1/8 финала против Швейцарии                         |
| Патрик Виммер            | Австрия    | в группе D против Польши · в группе D против Нидерландов      | в 1/8 финала против Турции                            |
| Мортен Юльманн           | Дания      | в группе C против Словении · в группе C против Сербии         | в 1/8 финала против Германии                          |
| Эрик Янжа                | Словения   | в группе C против Сербии · в группе C против Англии           | в 1/8 финала против Португалии                        |
| Никушор Банку            | Румыния    | в группе E против Бельгии · в группе E против Словакии        | в 1/8 финала против Нидерландов                       |
| Анзор Меквабишвили       | Грузия     | в группе F против Чехии · в группе F против Португалии        | в 1/8 финала против Испании                           |
| Самет Акайдин            | Турция     | в группе F против Португалии · в группе F против Чехии        | в 1/8 финала против Австрии                           |
| Хакан Чалханоглу         | Турция     | в группе F против Грузии · в группе F против Чехии            | в 1/8 финала против Австрии                           |
| Антонин Барак            | Чехия      | в группе F против Турции                                      |                                                       |
| Томаш Соучек             | Чехия      | в группе F против Грузии · в группе F против Турции           |                                                       |
| Томаш Хорый              | Чехия      | в группе F против Турции                                      |                                                       |
| Патрик Шик               | Чехия      | в группе F против Португалии · в группе F против Турции       |                                                       |
| Йоаким Меле              | Дания      | в группе C против Англии · в 1/8 финала против Германии       |                                                       |
| Марк Гехи                | Англия     | в группе C против Словении · в 1/8 финала против Словакии     | в четвертьфинале против Швейцарии                     |
| Орель Мангаля            | Бельгия    | в группе E против Словакии · в 1/8 финала против Франции      |                                                       |
| Адриен Рабьо             | Франция    | в группе D против Польши · в 1/8 финала против Бельгии        | в четвертьфинале против Португалии                    |
| Яка Бийол                | Словения   | в группе C против Англии · в 1/8 финала против Португалии     |                                                       |
| Мариус Марин             | Румыния    | в группе E против Бельгии · в 1/8 финала против Нидерландов   |                                                       |
| Оркун Кёкчю              | Турция     | в группе F против Чехии · в 1/8 финала против Австрии         | в четвертьфинале против Нидерландов                   |
| Исмаил Юксек             | Турция     | в группе F против Чехии · в 1/8 финала против Австрии         | в четвертьфинале против Нидерландов                   |
| Роберт Андрих            | Германия   | в группе A против Шотландии · в четвертьфинале против Испании |                                                       |
| Максимилиан Миттельштедт | Германия   | в группе A против Венгрии · в четвертьфинале против Испании   |                                                       |
| Антонио Рюдигер          | Германия   | в группе A против Венгрии · в четвертьфинале против Испании   |                                                       |
| Дани Карвахаль           | Испания    | в четвертьфинале против Германии                              | в полуфинале против Франции                           |
| Робен Ле Норман          | Испания    | в группе B против Италии · в четвертьфинале против Германии   | в полуфинале против Франции                           |
| Жуан Пальинья            | Португалия | в группе F против Турции · в четвертьфинале против Франции    |                                                       |
| Бертуг Йылдырым          | Турция     | в четвертьфинале против Нидерландов                           |                                                       |